# 同差素
同差素（英語：isodiaphers）在原子核物理学与放射化学中指原子序数不同但中子数与质子数之差相同的一类核素。例如234
90Th
和238
92U
，它们的中子数(N)与质子数(Z)之差都是N − Z = 54。
同差素的粒子之一是短周期元素中诸多中子数与质子数相等的的核素，从重氢到钙-40诸多这类核素是稳定的，包括丰度颇高的12
6C
，16
8O
和14
7N
。
α衰变序列的核素互为同差素。而β衰变产生一系列同量素。